# خنسا الشعثه
خنسا الشعثه (به عربی: الخنساء الشعثة) یک روستا در سوریه است که در ناحیه مرکزی سقیلبیه واقع شده‌است. خنسا الشعثه ۷۱۵ نفر جمعیت دارد.